# Сара (народ)
Вижте пояснителната страница за други значения на Сара.
Сара е етническа група в Централна Африка, която населява предимно Чад, както и Централноафриканската република.

## Чад
Сара, познати като потомци на легендарната цивилизация сао, е най-многобройната етническа група в Чад. Около 30% от южното население на страната е от тази група. Те са предимно немюсюлмани – около 1/6 смятат, че са християни, като по-голямата част практикуват традиционни местни вярвания.

## ЦАР
Сара образуват около 10% от населението на Централноафриканската република, което ги прави четвъртата по големина етническа група в страната.

## Известни личности
- Франсоа Томбалбайе, първи президент на Чад
- Фидел Мунгар, министър-председател на Чад от 1993